# Arquidiocese de Ende
A Arquidiocese de Ende (Archidiœcesis Endehena) é uma circunscrição eclesiástica da Igreja Católica situada em Ende, Indonésia. Seu atual arcebispo é Paulus Budi Kleden, S.V.D.. Sua Sé é a Catedral do Cristo Rei de Ende.
Possui 72 paróquias servidas por 261 padres, abrangendo uma população de 602 000 habitantes, com 80,7% da dessa população jurisdicionada batizada (486 000 católicos).

## História
A prefeitura apostólica das Pequenas Ilhas da Sonda foi erigida em 16 de setembro de 1913 com o decreto Ut in insulis da Sagrada Congregação para a Propagação da Fé, tomando seu território do vicariato apostólico de Batávia (hoje arquidiocese de Jacarta).
Em 20 de julho de 1914, em virtude do decreto Insularum Sundae da Sagrada Congregação para a Propagação da Fé, a prefeitura apostólica foi ampliada, incorporando a ilha de Flores, que até então pertencia ao mesmo vicariato apostólico de Batávia.
Em 12 de março de 1922, a prefeitura apostólica foi elevada a vicariato apostólico com o breve Ex officio supremi do Papa Pio XI.
Em 25 de maio de 1936 e 10 de julho de 1950, cedeu partes de seu território para o estabelecimento do Vicariato Apostólico de Timor Holandês (hoje Diocese de Atambua) e da Prefeitura Apostólica de Denpasar (hoje Diocese), respectivamente.
Em 8 de março de 1951, em virtude da bula Omnium Ecclesiarum do Papa Pio XII, cedeu outras porções de território com a finalidade de estabelecer os vicariatos apostólicos de Larantuka e Ruteng (ambos agora dioceses) e ao mesmo tempo assumiu o nome de vicariato apostólico de Endeh.
Em 20 de outubro de 1959, cedeu as ilhas de Sumba, Sumbawa e as ilhas menores adjacentes em favor da ereção da Prefeitura Apostólica de Weetebula (hoje uma diocese).
Em 3 de janeiro de 1961, o vicariato apostólico foi elevado à dignidade de arquidiocese metropolitana com a bula Quod Christus do Papa João XXIII.
Em 14 de maio de 1974, em virtude do decreto Per Litteras Apostolicas da Congregação para a Evangelização dos Povos, assumiu a sua denominação atual.
Em 14 de dezembro de 2005, cedeu outra porção de território com a finalidade de estabelecer a diocese de Maumere.

## Prelados
| #                    | Nome                              | Período    | Notas                      |
| Arcebispos           | Arcebispos                        | Arcebispos | Arcebispos                 |
| -------------------- | --------------------------------- | ---------- | -------------------------- |
| 5º                   | Paulus Budi Kleden, S.V.D.        | 2024-      | Atual                      |
| 4º                   | Vincentius Sensi Potokota †       | 2007-2023  |                            |
| 3º                   | Longinus da Cunha †               | 1996-2006  |                            |
| 2º                   | Donatus Djagom, S.V.D. †          | 1968-1996  |                            |
| 1º                   | Gabriel Wilhelmus Manek, S.V.D. † | 1961-1968  |                            |
| Vigários Apostólicos |                                   |            |                            |
| 3º                   | Antoine Hubert Thijssen, S.V.D. † | 1951-1961  | Nomeado bispo de Larantuka |
| 2º                   | Heinrich Leven, S.V.D. †          | 1933-1950  |                            |
| 1º                   | Arnold Verstraelen, S.V.D. †      | 1922-1932  |                            |
| Prefeito Apostólico  |                                   |            |                            |
| 1º                   | Petrus Carolus Noyen, S.V.D. †    | 1913-1922  |                            |